# Fotbal Club Zimbru Chișinău
Il Fotbal Club Zimbru Chișinău è una società calcistica moldava di Chișinău, militante nella Super Liga, il massimo livello del campionato moldavo di calcio.
Fondata nel 1947, è la più antica squadra di calcio del paese in attività e l'unica ad aver disputato tutte le edizioni del massimo campionato moldavo di calcio. Ha vinto 9 campionati e 5 coppe nazionali ed è il secondo club più titolato del paese dopo lo Sheriff Tiraspol.
Il nome Zimbru significa "bisonte" in romeno ed è in uso dal 1990.

## Storia

### I campionati sovietici
Il club è stato fondato il 16 maggio 1947 col nome Dinamo Kišinëv (Динамо Кишинёв nell'alfabeto cirillico all'epoca in uso). L'esordio nelle competizioni ufficiali fu contro la squadra ucraina del Pișcevik Odessa e venne sconfitta 1-0. Allenatore dei primi tre anni era Serghei Eriomin. Il primo campionato a cui prese parte era la Grupa B 1948, girone ucraino, dove arrivò al settimo posto.
Nel 1950 cambiò nome in Burevestnik Chișinău, disputando sempre campionati nella seconda serie fino al 1955 quando venne promosso dopo aver vinto il proprio girone con 9 punti di distacco dalla seconda classificata. Restò in Klass A per nove anni consecutivi e il miglior risultato ottenuto è stato un sesto posto nella Klass A 1956. Nel campionato successivo è stata l'unica squadra in una partita del campionato sovietico a rimontare da 0-4 a 4-4 nella partita contro lo Spartak Mosca.
Tra i giocatori è da ricordare Vladimir Țincler, unico giocatore moldavo ad essere inserito nella lista dei migliori 33 giocatori del campionato sovietico e che è stato selezionato nella nazionale olimpica del paese. Dopo nove anni venne retrocesso e rimase in seconda serie per altrettanti nove anni prima di disputare nuovamente un campionato di massima divisione, dove rimase però una sola stagione. L'ultimo campionato in prima serie fu quello del 1983 al quale seguirono anonimi campionati in seconda e, in due anni, in terza serie.

### I campionati moldavi
Con l'indipendenza della Moldavia venne istituito nel 1992 il primo campionato di calcio. Delle 12 formazioni partecipanti 5 avevano l'anno precedente giocato nell'ultimo campionato sovietico e lo Zimbru e il Tiligul-Tiras Tiraspol erano le uniche che militavano nella seconda divisione sovietica. Il torneo finì con queste due squadre a pari punti ma il Tiligul rifiutò di disputare lo spareggio scudetto e il titolo andò allo Zimbru. Vinse in totale 8 dei primi 9 campionati (e due coppe) con l'eccezione della Divizia Națională 1996-1997 dove giunse secondo distaccato di 11 punti dal Constructorul Chișinău.
Già nel 1999-2000 il campionato era un affare tra il club e lo Sheriff, capaci di staccare la terza classificata di 16 punti, mentre negli anni successivi la squadra di Tiraspol vinse tutti gli scudetti, relegando lo Zimbru a posizioni di rincalzo, vincendo solo tre coppe nazionali. A partire dalla seconda metà del decennio nuove squadre si inserirono nella lotta al vertice e in diverse occasioni il club finì al quarto e al quinto posto.

## Competizioni internazionali
Ha partecipato a varie edizioni della Coppa UEFA e della UEFA Champions League. Nella prima competizione il miglior risultato è il secondo turno raggiunto nell'edizione 1995-1996, mentre nella seconda competizione la migliore prestazione risale alle edizioni 1999-2000 e 2000-2001, quando lo Zimbru raggiunse in entrambe le circostanze il terzo turno preliminare della Champions League.
Nella stagione 2014-15 viene eliminato ai play-off di qualificazione dell'UEFA Europa League per mano dei greci del PAOK.

## Nomi ufficiali
Il club ha assunto i seguenti nomi ufficiali:
- S.K. Dinamo Chișinău (1947-1950)
- S.K. Burevestnik Chișinău (1950-1958)
- S.K. Moldova Chișinău (1958-1966)
- S.K. Avintul Chișinău (1966-1967)
- S.K. Moldova Chișinău (1967-1971)
- S.K. Nistru Chișinău (1971-1991)
- S.K. Zimbru Chișinău (1991-1993)
- F.C. Zimbru Chișinău (dal 1993)

## Organico

### Rosa 2023-2024
Aggiornato al 17 ottobre 2023
| N. |                     | Ruolo | Calciatore          |
| -- | ------------------- | ----- | ------------------- |
| 1  | Ucraina (bandiera)  | P     | Maksym Kovalov      |
| 12 | Moldavia (bandiera) | P     | Alexandru Ostrovar  |
| 25 | Moldavia (bandiera) | P     | Silviu Șmalenea     |
| 2  | Moldavia (bandiera) | D     | Tudor Iapără        |
| 3  | Moldavia (bandiera) | D     | Ștefan Burghiu      |
| 4  | Moldavia (bandiera) | D     | Denis Furtună       |
| 5  | Moldavia (bandiera) | D     | Gheorghe Brînzaniuc |
| 6  | Moldavia (bandiera) | D     | Alexei Ciopa        |
| 15 | Moldavia (bandiera) | D     | Vladislav Zavalișca |
| 23 | Moldavia (bandiera) | D     | Alexandru Vacarciuc |
| 7  | Moldavia (bandiera) | C     | Ion Postica         |
| 8  | Moldavia (bandiera) | C     | Artur Pătraș        |

| N. |                     | Ruolo | Calciatore      |
| -- | ------------------- | ----- | --------------- |
| 10 | Moldavia (bandiera) | C     | Petru Neagu     |
| 16 | Moldavia (bandiera) | C     | Alexandru Gău   |
| 17 | Moldavia (bandiera) | C     | Vlad Răileanu   |
| 18 | Nigeria (bandiera)  | C     | Okezie Ebenezer |
| 19 | Moldavia (bandiera) | C     | Artur Barabaș   |
| 20 | Moldavia (bandiera) | C     | Alexandru Graur |
| 22 | Moldavia (bandiera) | C     | Cristian Dani   |
| 28 | Moldavia (bandiera) | C     | Iulian Bejan    |
| 9  | Moldavia (bandiera) | A     | Vadim Cemîrtan  |
| 11 | Mali (bandiera)     | A     | Boubacar Traoré |
| 14 | Nigeria (bandiera)  | A     | Saleh Yahaya    |
| 27 | Nigeria (bandiera)  | A     | Pascal Bolu     |
|    | Guinea (bandiera)   | D     | Fodé Camara     |

## Colori e simboli
A seconda della denominazione assunta, il club ha cambiato i colori sociali e il simbolo. A partire dal 1990 la divisa è gialla per le partite casalinghe e verde per quelle in trasferta mentre lo stemma è uno scudo nella cui parte superiore, su sfondo azzurro, è raffigurato un bisonte (zimbru in rumeno) mentre in quella inferiore c'è la scritta FC Zimbru con strisce giallo-verdi.

## Palmarès

### Competizioni nazionali
- Vtoraja Liga sovietica: 2

1987 (Zona 5), 1988 (Zona 5)
- Pervaja Liga sovietica: 1

1955 (Zona 1)
- Campionato moldavo: 8

1992, 1992-1993, 1993-1994, 1994-1995, 1995-1996, 1997-1998, 1998-1999, 1999-2000
- Coppa di Moldavia: 6

1996-1997, 1997-1998, 2002-2003, 2003-2004, 2006-2007, 2013-2014
- Supercoppa di Moldavia: 1

2014

## Statistiche e record

### Statistiche nelle competizioni UEFA
Tabella aggiornata alla fine della stagione 2024-2025.
| Competizione                  | Partecipazioni | G  | V  | N  | P  | RF | RS |
| ----------------------------- | -------------- | -- | -- | -- | -- | -- | -- |
| UEFA Champions League         | 4              | 16 | 7  | 2  | 7  | 24 | 17 |
| Coppa delle Coppe             | 1              | 2  | 0  | 1  | 1  | 1  | 4  |
| Coppa UEFA/UEFA Europa League | 14             | 48 | 13 | 13 | 22 | 46 | 71 |
| UEFA Conference League        | 2              | 6  | 1  | 1  | 4  | 3  | 16 |

## Stadio
Il club gioca i suoi incontri casalinghi nello Stadio Zimbru, impianto dotato di 10.500 posti tutti a sedere ed impianto di illuminazione, inaugurato nel 2006. Nei pressi dello stadio si trovano anche i campi di allenamento e la sede dello Zimbru.